# Syzygium leucanthum
Syzygium leucanthum är en myrtenväxtart som beskrevs av Lily May Perry. Syzygium leucanthum ingår i släktet Syzygium och familjen myrtenväxter.
Artens utbredningsområde är Fiji. Inga underarter finns listade i Catalogue of Life.